# Den sansade kritiken
Den sansade kritiken är ett drama av Carl Jonas Love Almqvist. Pjäsen ingår i band II av den så kallade imperialoktavupplagan Törnrosens bok, vilket trycktes 1849. Inte långt därefter, 1851, kom dramat att tryckas igen, som band XIV av duodesupplagan. Dramat utgör en till viss del en översättning av, till viss del en pastisch på Molières Critique de l’Ecoles des femmes. Liksom Molière söker Almqvist med dramat bemöta sina kritiker, men till skillnad från förlagan, som gäller ett tidigare verk, tar Den sansade kritiken, som också är fyra gånger så lång, upp hela författarskapet. Många av de argument som riktades mot Almqvist i den samtida framställs alltså i förlöjligande dager.